# Đấu trường Lutetia
Đấu trường Lutetia (tiếng Pháp: Arènes de Lutèce) là một công trình cổ của thành phố Lutetia, tức Paris vào thời kỳ thuộc La Mã. Đây là công trình quan trọng nhất của Lutetia, dành cho các cuộc đấu cũng như những buổi trình diễn. Được xây dựng vào khoảng thế kỷ 1, những dấu vết của đấu trường Lutetia còn sót lại nằm ở khu vực phố Monge, Quận 5 ngày nay.
| Métro Paris | Bến tàu điện ngầm: Place Monge |

## Khám phá
Cái tên Arènnes, tức đấu trường, được nhắc tới trong các tài liệu từ thế kỷ 12 khiến sự tồn tại của một công trình như vậy luôn luôn được công nhận. Nhưng phải tới khoảng 1867, 1868, khi vạch ra con đường Monge, người ta mới dần biết đến đấu trường này.
Năm 1870, khi công ty giao thông công cộng Compagnie des omnibus cho xây dựng một nhà xe, một phần của công trình được phát hiện. Một cuộc tranh luận nổ ra về việc có cần thiết phải bảo tồn các vết tịch này. Sau ba tháng, Compagnie des omnibus được phép san phẳng khu vực. Trong khoảng thời gian 1872 tới 1883, các cuộc khai quật khác vẫn được tiến hành ở khu vực bên cạnh. Ngày 27 tháng 7 năm 1883, Victor Hugo gửi đến chính quyền thành phố một mức thư:
“ Không thể rằng Paris, một thành phố của tương lai, lại rũ bỏ chứng cứ sống động của nó trong quá khứ. Quá khứ dẫn đến tương lai. Đấu trường là nét đặc trưng cổ của thành phố lớn. Đó là một công trình độc nhất. Chính quyền thành phố phá đấu trường coi như phá hủy chính mình. Phải giữ lại đấu trường Lutetia. Giữ lại bằng mọi giá. Các ngài sẽ thực hiện một hành động ý nghĩa, sẽ một tấm gương lớn. ”
Cuối cùng, chính quyền Paris quyết định mua lại khu vực này. Đến 1915, kiến trúc sư Jules Formigé bắt đầu tiến hành "phục chế lại công trình". Khu vực được cải tạo thành một khu vườn để công chúng có thể vào thăm các vết tích còn xót lại. Vị trí đấu trường Lutetia nằm ở số 49 phố Monge ngày nay.

## Đấu trường

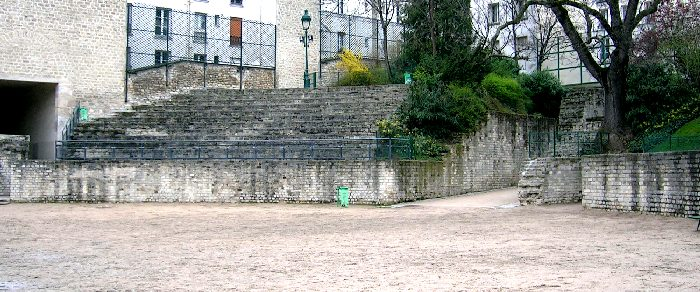
Dấu vết của đấu trường ngày nay

Không một vết tích nào từ các cuộc khai quật có thể cho biết chính xác thời gian xây dựng công trình. Các nhà sử học chỉ khẳng định đấu trường Lutetia đã tồn tại trước thế kỷ 2.
Vị trí của đấu trường Lutetia nằm ngoài thành phố khi đó. Với sức chứa 17 ngàn người, đấu trường có thể đón tiếp toàn bộ dân cư khu vực Lutetia và dành cho tất cả các hình thức đấu, người với người hoặc người với thú. Sân đấu của đấu trường mang hình elip, kích thước 45,82 x 52,36 m, hai lối vào nằm thẳng hàng trên trục lớn. Cũng như các đấu trường khác, một hàng rào bao quanh sân đấu. Tiếp đó tới khán đài dạng bậc thang lên cao dần. Mặt ngoài công trình được trang trí bởi các cột xen kẽ 41 ô cửa Không chỉ dành cho các cuộc đấu, đấu trường Lutetia cũng là một nghị trường. Bên cạnh sân đấu còn có một sân khấu lớn có mái che.
Đến đầu thế kỷ 4 đấu trường Lutetia bị bỏ rơi, các khối đá được mang về xây dựng tường thành. Cuối thời kỳ Cổ đại, một khu mộ xuất hiện ngay giữa đấu trường.